# Bressehaus
Beim Bressehaus handelt es sich um einen Haustyp in der ostfranzösischen Bresse, ein Fachwerkhaus in Ständerbauweise, das mit Lehmziegeln ausgefacht ist. Ein großes Walmdach schützt das empfindliche Gemäuer vor Regen und Schnee. Fast durchweg steht das Haus in Nord-Süd-Richtung, wobei das Dach auf der Nordseite oft tiefer gezogen ist. Diese Ausrichtung bietet optimalen Schutz vor der kalten Bise, die zudem durch das tiefer gezogene Dach der nördlichen Giebelseite über das Haus geleitet wird. Die Wohnräume befinden sich auf der Südseite, wobei die Hauptfassade gegen die Morgensonne gerichtet ist. Üblicherweise hat jeder Raum eine oder zwei Türen nach außen, so dass kein Raum für Korridore verloren geht.

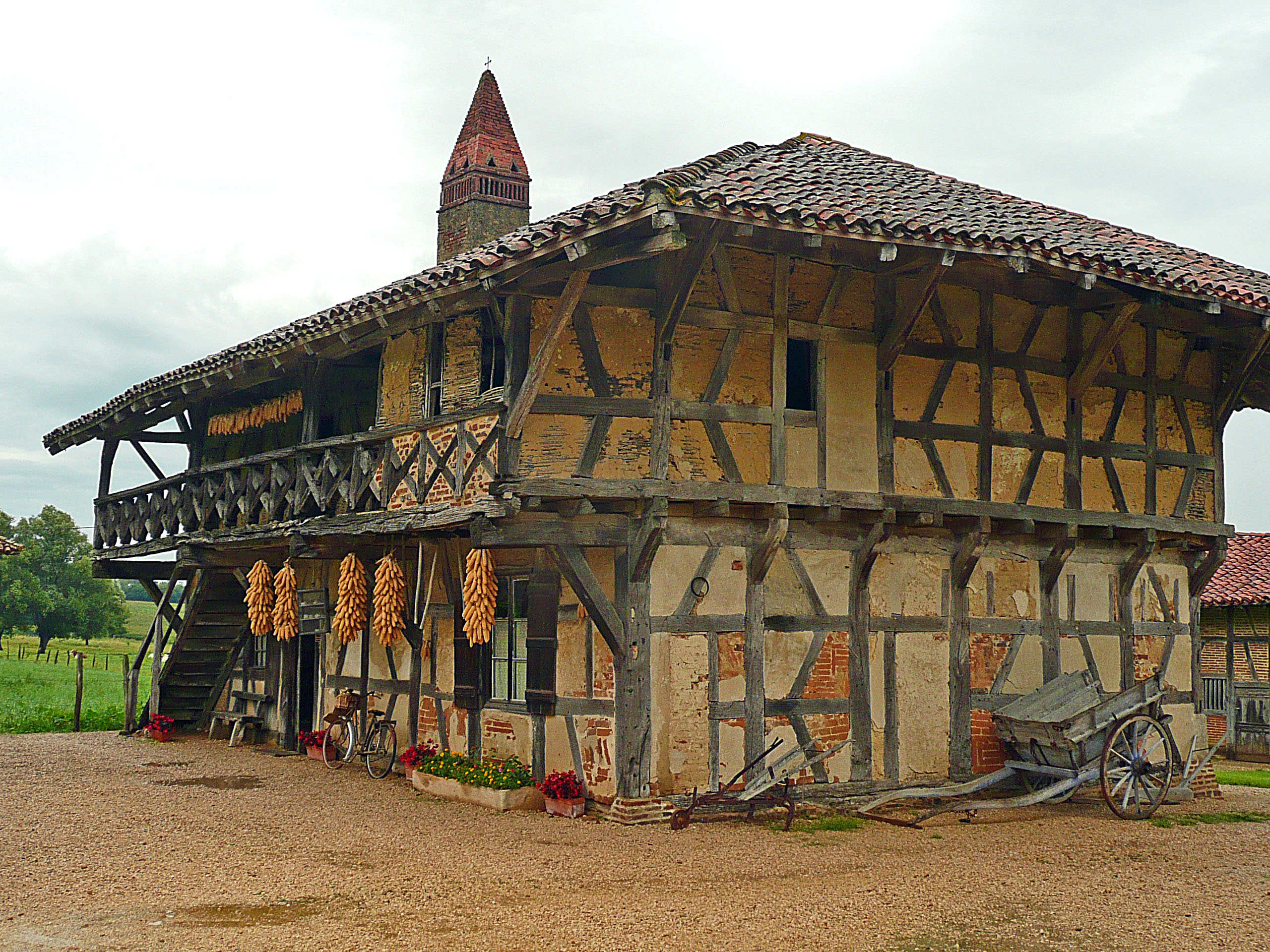
Bressehaus/Freilichtmuseum in Courtes, im französischen Ain

Das weit auskragende Dach wird durch Konsolen oder Pfeiler getragen, wobei der untere Teil des Daches mit einem zweiten, verkürzten Sparren angehängt ist, wodurch ein Knickdach entsteht. Das Vordach erlaubt es, Gegenstände rings um das Haus am Trockenen zu lagern und insbesondere Maiskolben an den Sparren zum Dörren aufzuhängen.
Die Landschaft der Bresse wird geprägt von ihren landwirtschaftlichen Gebäuden, die Dörfer sind oft stark zersiedelt, die Bauernhöfe befinden sich oft weit vom Dorf entfernt, nahe an Gewässern, Wäldern, vorzugsweise auf leichten Erhebungen.

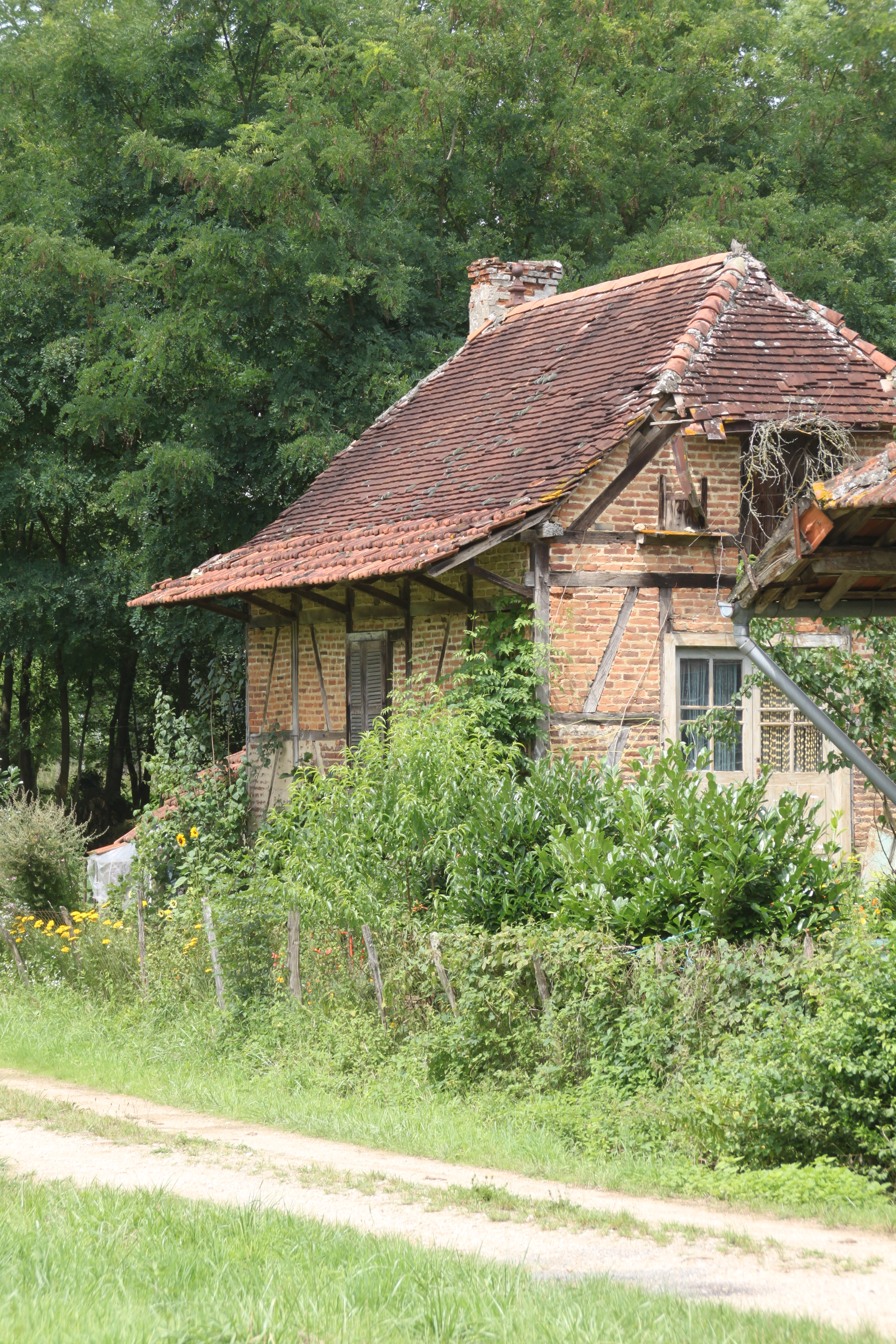
Bressehaus mit Konsolen, die den unteren Teil des Knickdaches stützen

## Merkmale

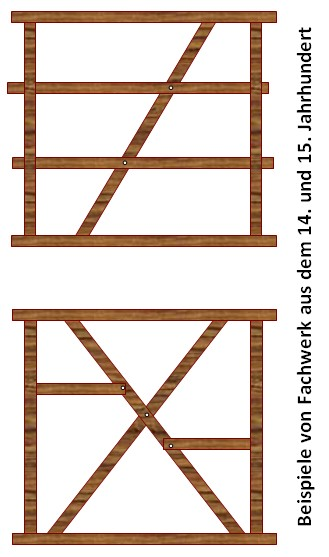
Fachwerk am Bressehaus im 14. und 15. Jahrhundert

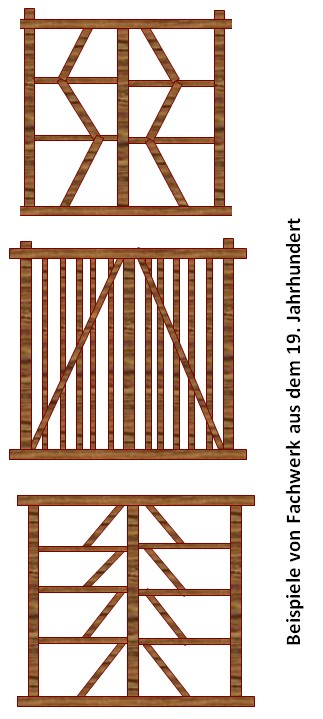
Fachwerk am Bressehaus im 19. Jahrhundert

### Fachwerk
Während das Fachwerk im 14. und 15. Jahrhundert noch großflächig und einfach war, entwickelten sich im 16. bis 18. Jahrhundert immer kompliziertere Formen, um einerseits dem Gebäude mehr Stabilität zu verleihen, andererseits aber auch als optische Gestaltung. Besonderer Beliebtheit erfreuten sich gekreuzte Schwertungen, die ein Andreaskreuz bildeten. Der Fachwerkbau blieb bis etwa Mitte des 19. Jahrhunderts erhalten. Darauf setzte ein Wechsel ein, indem in der südlichen Bresse vermehrt Stampflehm verwendet wurde, häufig mit verstärkten Ecken, indem diese mit Ziegeln oder Steinen gebaut und die Fassadenflächen mit Stampflehm erstellt wurden.
In der nördlichen Bresse wurde seit dem 19. Jahrhundert im Allgemeinen Backstein verwendet, allenfalls Ziegel minderer Qualität. Gleichzeitig verkürzte sich der Walm auf der Giebelseite zum Krüppelwalm oder gar zum einfachen Giebel, wobei auf das giebelseitige Vordach fast ganz verzichtet wurde.

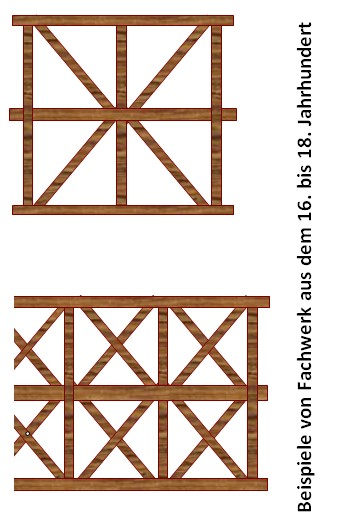
Fachwerk am Bressehaus im 16. bis 18. Jahrhundert

### Hofformen
Es haben sich vor allem zwei Hofformen herausgebildet. Einerseits der Eindachhof, der quergeteilt ist und bei dem meist die Tenne in der Mitte liegt (Mittertennhaus), andererseits der Zweiseithof, der allenfalls mit weiteren Nebengebäuden ergänzt wird. Die Hauptgebäude stehen üblicherweise in Nord-Süd-Richtung. Häufig bestehen Abweichungen, indem sich die Gebäude von Nordosten nach Südwesten ziehen. Beim Bau der Häuser schien man sich nach der Sonne zu richten, indem die Morgensonne die Wohnräume zu bescheinen hatte. Aufgrund der Tatsache, dass die Bautätigkeit vor allem im Winter lag (außerhalb der arbeitsreichen Sommerzeit), ergab sich daraus eine Abweichung der Ausrichtung. Sehr selten wird eine Ausrichtung von Nordwesten nach Südosten gefunden.
Die bäuerliche Liegenschaft besteht mindestens aus drei Bereichen:
- Wohngebäude
- Ställe und Futterspeicher (Tenne)
- Backhaus mit Schweine- und Hühnerstall

Die Gebäude können getrennt sein oder Wohnhaus, Futterspeicher und Ställe als Längsgebäude hintereinander gestellt. Das Wohnhaus befindet sich üblicherweise entlang der Westgrenze des Hofraumes, bei Separatgebäuden stehen Tenne und Ställe ebenfalls in Längsrichtung entlang der Ostgrenze. Im nordöstlichen Hofbereich befindet sich üblicherweise das Backhaus mit den Kleintierställen. In der südöstlichen Bresse finden sich vereinzelt Anwesen, die in Winkelform gebaut sind.

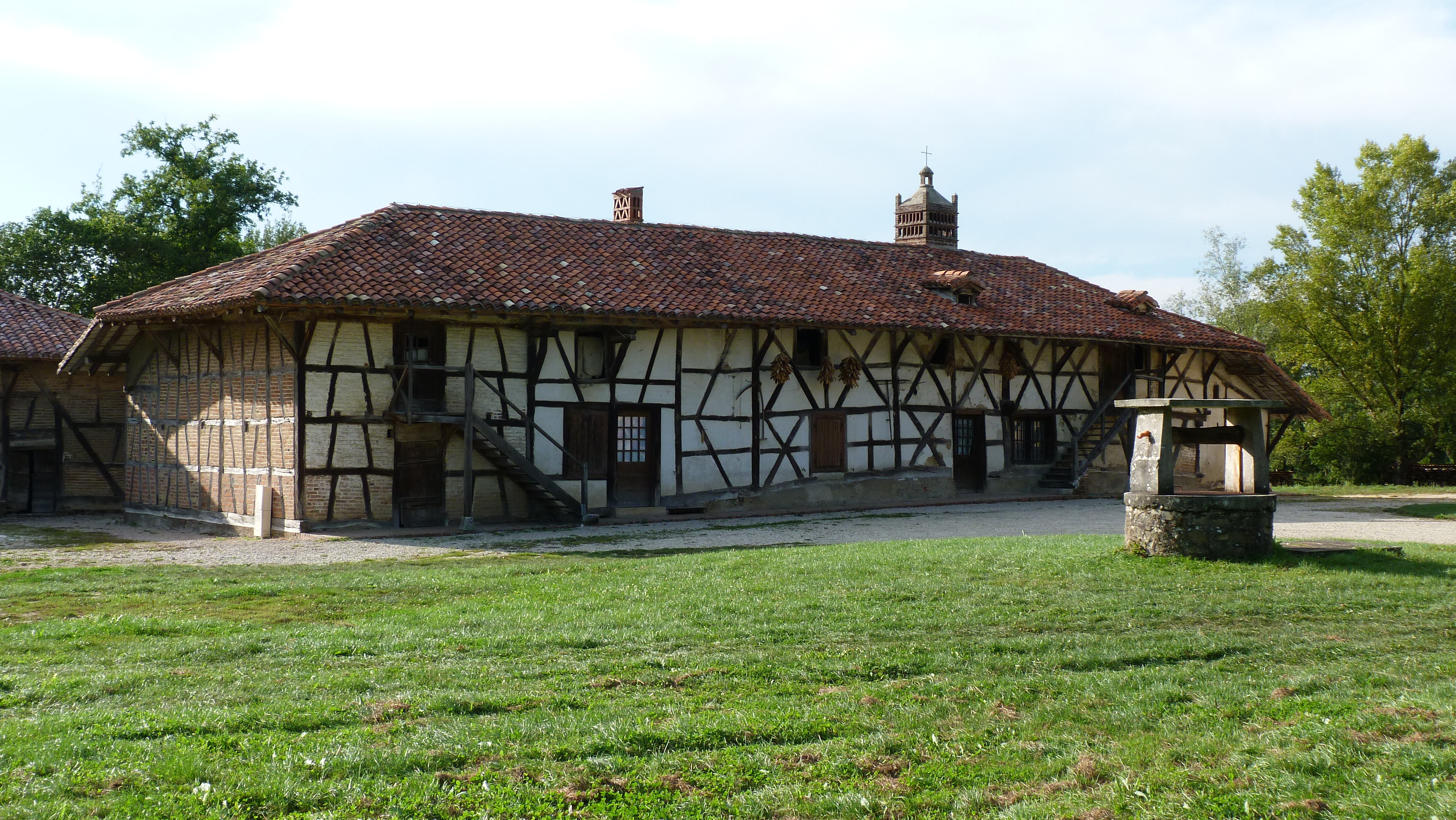
Ferme du Sougey im Département Ain

### Wohngebäude

#### Wohnraum

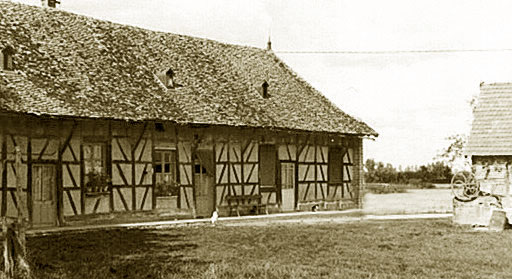
Ferme de la Picardière in Dampierre-en-Bresse

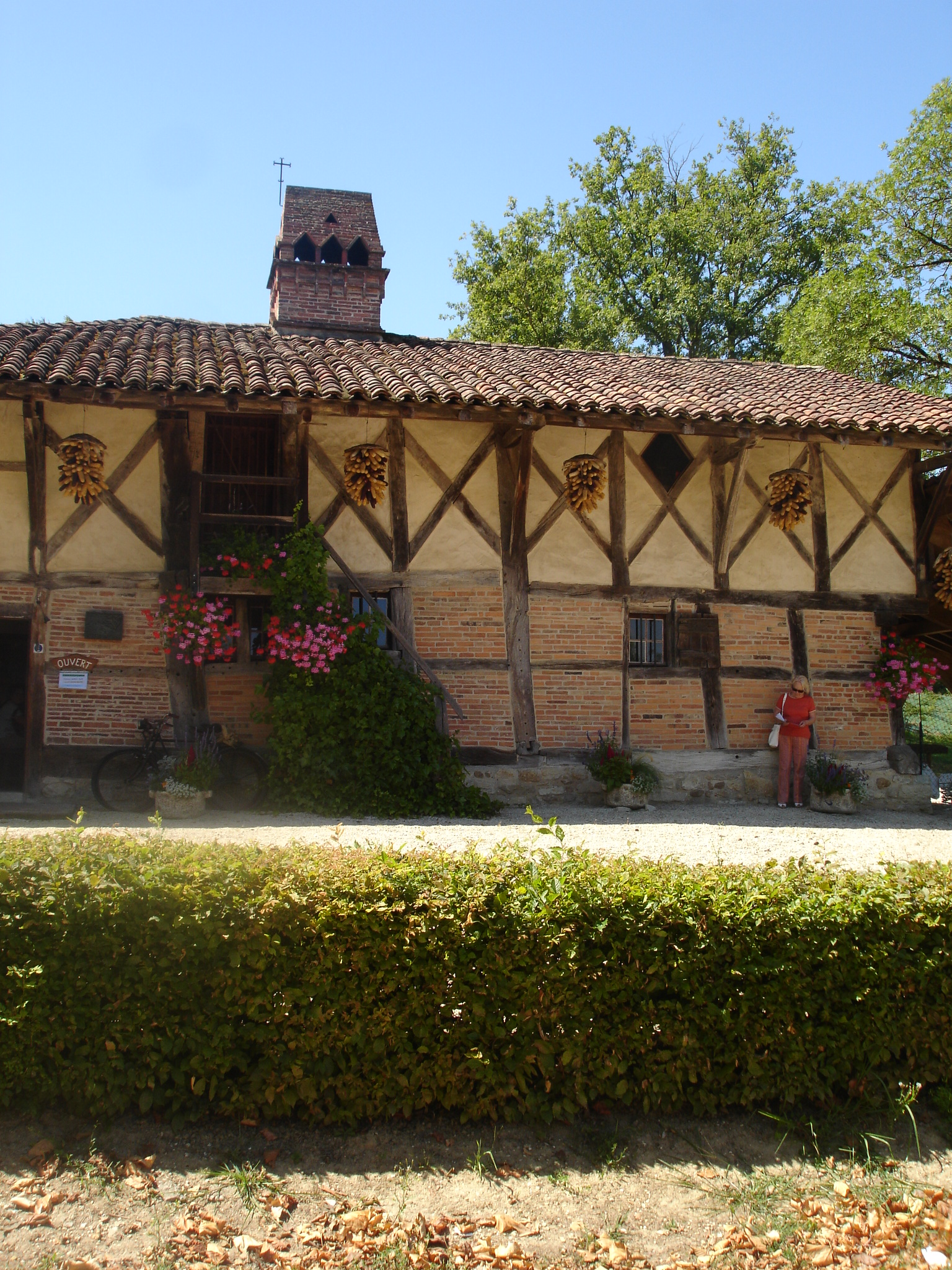
Haus mit rechteckigem, sarazenischem Kamin in der Form eines Reliquiars

Der Hauptraum des Wohngebäudes bildete la maison (im Süden, le hutau im Norden). Dieser Teil des Hauses war regelmäßig mit rohen oder gebrannten Ziegeln ausgefacht, der Boden bestand aus gestampftem Lehm. Es war der größte Raum und diente als Lebensmittelpunkt für die ganze Familie, war beheizt, ursprünglich mit einem sarazenischen Kamin (cheminée sarrasine), später mit einem offenen Kamin (cheminée à hotte). Dieser Raum war im Allgemeinen recht groß, oft wies der Kamin allein eine Fläche von 4 m × 4 m auf. In den Ecken standen Betten, daneben einfache Kästen für die persönlichen Gegenstände. Ein langer, schmaler Eichentisch stand in der Mitte des Raumes unter der Firstpfette, von der die Löffel und Gabeln hingen. An der schmalen Wand, hinter dem sarazenischen Kamin stand die Sitzbank (archebanc), die beim Bezug des Hauses feierlich gesegnet wurde. Die Fenster waren klein, allenfalls wiesen sie hölzerne Fensterläden auf, seltener waren sie verglast. Ein wenig Licht fiel auch durch den sarazenischen Kamin, zusammen mit Regen und Schnee. Eine Ecke des Raumes war der Kapelle vorbehalten, einer Art Hausaltar, mit einer einfachen Marienfigur, einem Weihwasserbecken, einer oder zwei Kerzen, Heiligenbildern und patriotischen Drucken. Der Hausaltar wurde regelmäßig am Vorabend von Kirchweih weiß getüncht.

##### Sarazenischer Kamin (Cheminée sarrasine)
Bei dieser Besonderheit handelte es sich um einen offenen Kamin von ansehnlicher Größe, der in der Mitte der Feuerstelle beheizt wurde. Zudem waren die Kamine über dem Dach mit malerischen Dekorationen versehen.
Der Wohnraum wurde durch die Firstpfette halbiert, der Kamin in die eine Hälfte des Raumes platziert. Als Rauchfang diente ein riesiger, umgekehrter Trichter, der an First- und Mittelpfette befestigt wurde. Er bestand ebenfalls aus einer Holzkonstruktion, die mit Lehm gefüllt und verschmiert wurde. Der Rauchfang begann im Wohnraum, setzte sich trichterförmig bis zum Dach fort, wo er in die malerische Mitra (Kaminkonstruktion) überging.
Der offene Kamin war im Mittelalter und bis Ende 19. Jahrhundert in ganz Europa verbreitet und bietet soweit keine Besonderheit. Die Entstehung der Mitra und die Bezeichnung sarazenisch sind jedoch nicht geklärt, sie ist jedoch lediglich in der Bresse verbreitet. Ob diese Bauweise tatsächlich durch die schwadronierenden Sarazenen im 8.–12. Jahrhundert in die Bresse gebracht wurde, oder ob es sich um ein Bauelement handelt, das von den Kreuzzügen mitgebracht wurde, ist ungeklärt. Die Bezeichnung sarazenisch bedeutet nicht christlich und ist gleichzusetzen dem lateinischen barbarus.

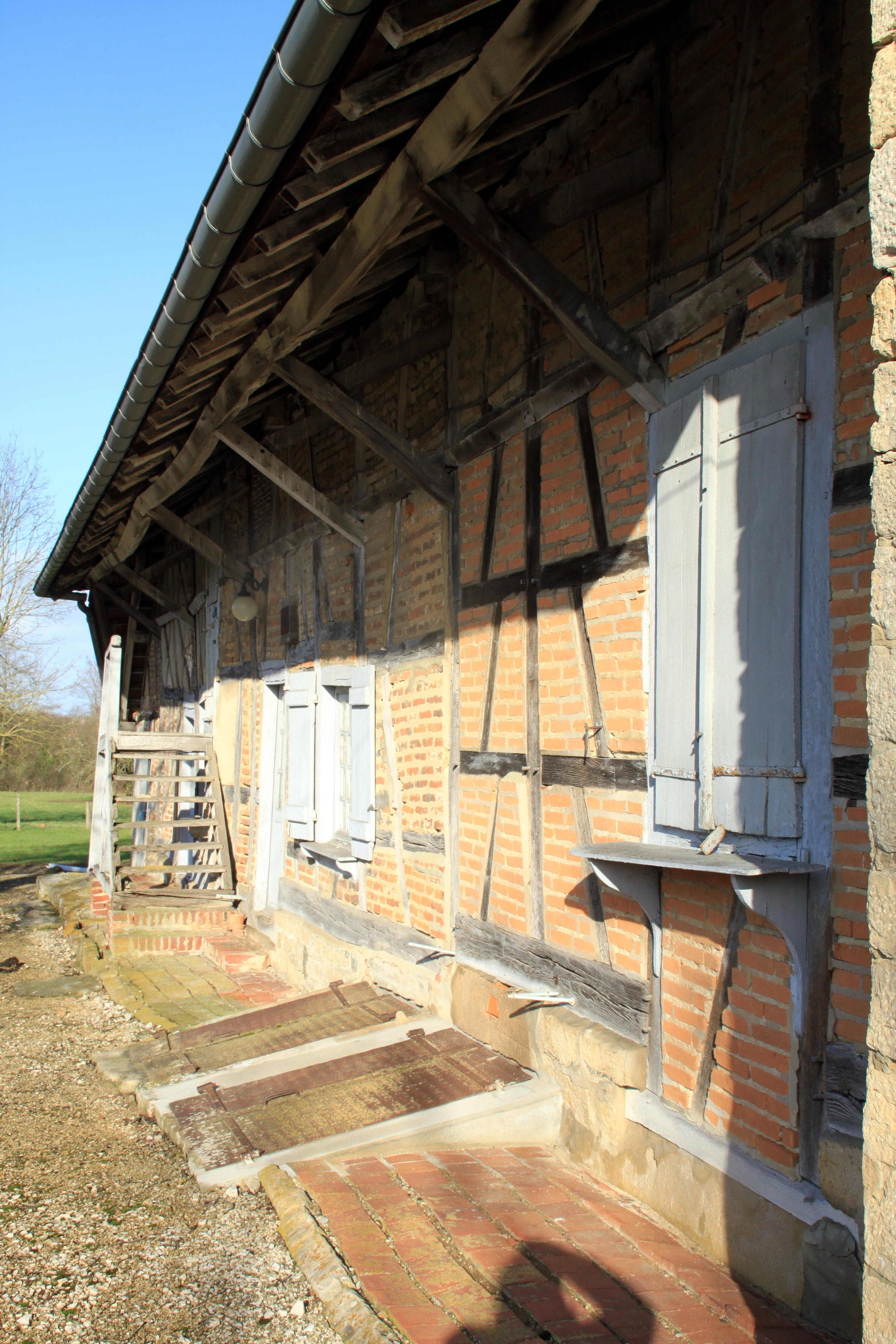
Konstruktionselemente am Bressehaus

#### Ofenkammer
Neben dem Wohnraum befand sich regelmäßig ein zweiter Raum, la chambre de poêle. Dort lebte die Familie im Winter, da der Raum durch den benachbarten Kamin zwar beheizt, jedoch geschlossen war und selbst keine Kaminöffnung aufwies, durch die Kälte eindrang. Hatte die Familie Knechte und Mägde, blieb diesen der Wohnraum als Schlafraum vorbehalten, während die Meistersleute in der Ofenkammer schliefen. Hatte die Familie keine Angestellten, erfolgte oft zweimal im Jahr ein Umzug vom Wohnraum in die Ofenkammer als Winterresidenz und in den Wohnraum als Sommerwohnung. Viele einfache Bressehäuser verfügten lediglich über diese beiden Räume.

#### Mädchenzimmer
Wies das Haus mehrere Räume auf, schloss sich der Ofenkammer das Mädchenzimmer an. Wand an Wand mit den Eltern blieb die Obhut und die elterliche Aufsicht gewahrt, zumal das Mädchenzimmer oft nur über das Ofenzimmer zugänglich war und keine eigene Außentür aufwies.

#### Knechtezimmer
Die Knechte und Mägde wohnten grundsätzlich im Wohnraum, war das Haus jedoch geräumig und die Familie wohlhabend, wurde diesen ein Zimmer neben dem Wohnraum zugewiesen – gegenüber dem Mädchenzimmer.

#### Elternzimmer
Im Knechtezimmer, allenfalls in einem Annexbau oder eingezwängt zwischen die übrigen Nutzräume lag das Zimmer der Großeltern. Diese Usanz zeigt, wie hoch die Wertschätzung für die alten, nicht mehr arbeitsfähigen Familienangehörigen der einfachen bäuerlichen Familie war.

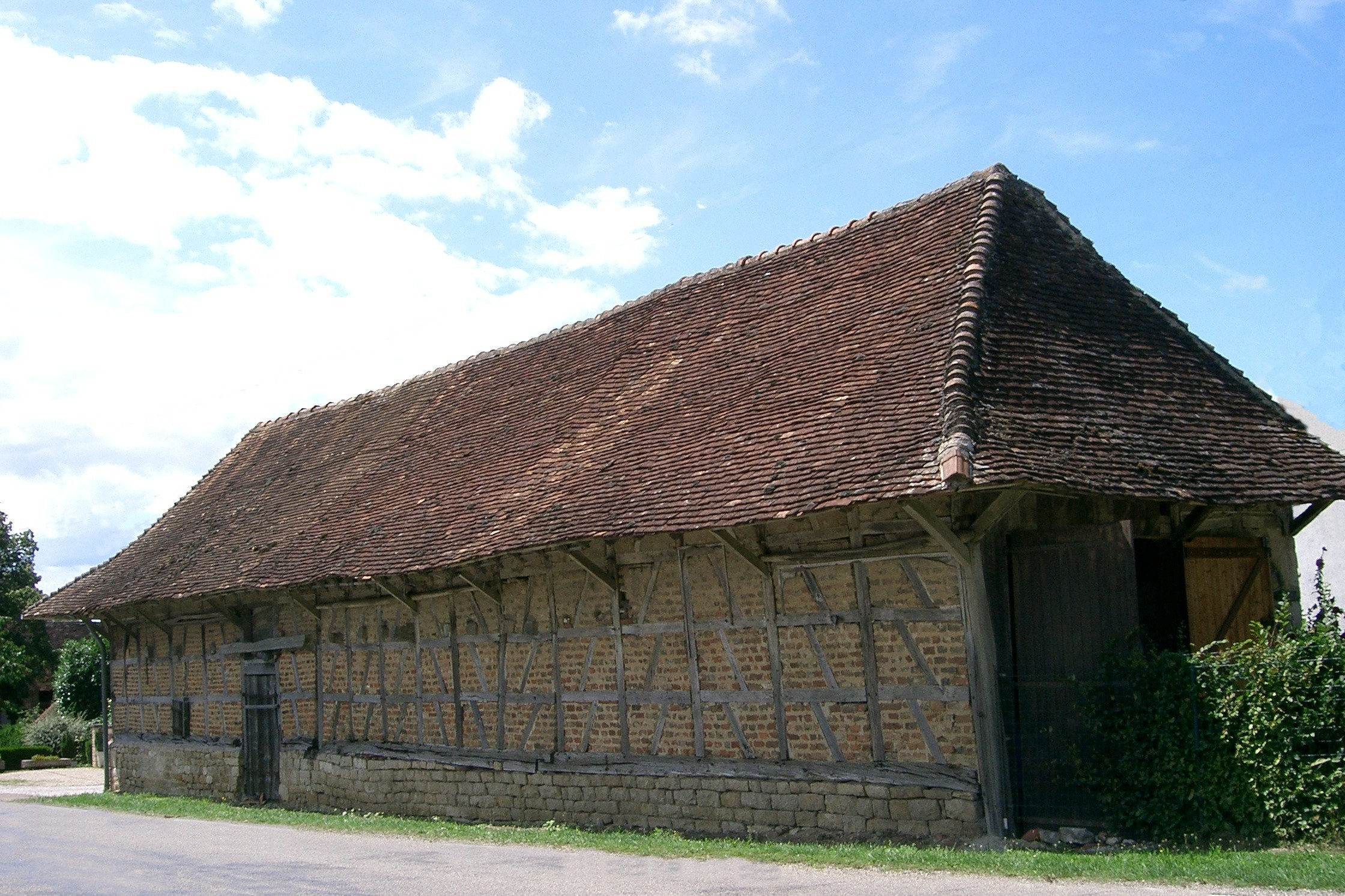
Stallgebäude in Sens-sur-Seille

### Nebengebäude
Grundsätzlich gehört zum Bressehaus der Ziehbrunnen, der je nach Gegebenheiten eine Tiefe von bis zu 25 m erreichen kann. Ebenfalls fester Bestandteil des Bressehauses ist das Backhaus. Je nach Wohlstand wird das Bressehaus ergänzt mit Nebengebäuden oder Gebäudeteilen. Dazu gehören Schuppen, Hühnerställe, Taubenhäuser oder Schaf- und Ziegenställe.

#### Ställe
Die Ställe stehen entweder als separates Gebäude parallel zum Wohngebäude, etwa 20 bis 30 m entfernt, um die Brandgefahr zu mindern. Sie sind im Allgemeinen niedrig und können Ausfachungen aus lehmverstrichenem Zweiggeflecht aufweisen, oder ebenfalls Ausfachungen aus rohen oder gebrannten Lehmziegeln. Unter dem großen Dach wird Heu und Stroh gelagert.
Im Südosten der Bresse sind die Ställe oft rechtwinklig an das Wohnhaus angebaut und bilden so einen Winkelbau.

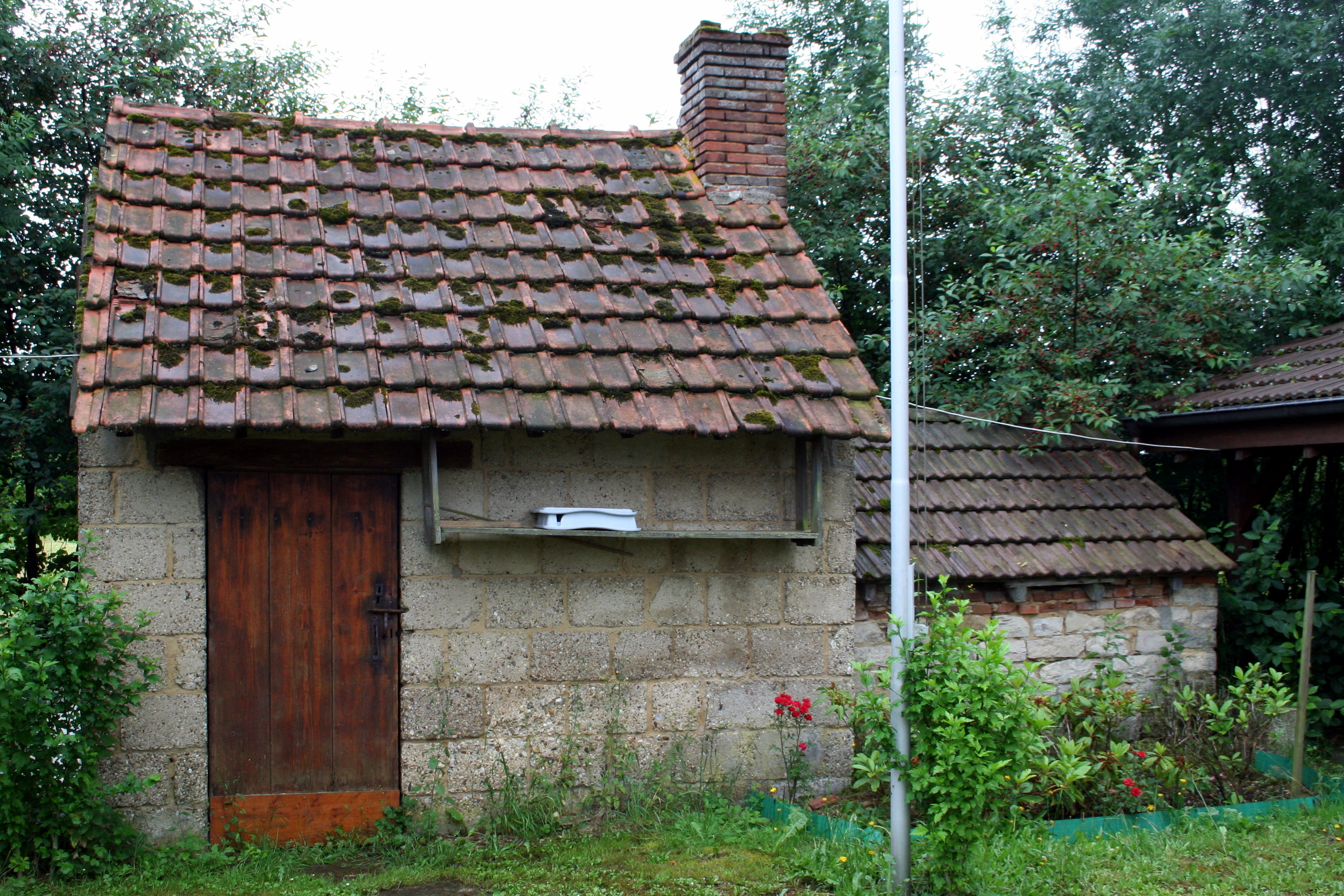
Backhaus bei einem Bressehaus in Bellevesvre

#### Backhaus
Das Backhaus bildet durchweg ein eigenes Gebäude, oft zusammen mit dem Schweine- und/oder Hühnerstall. Dies erlaubt die Zubereitung des Schweinefutters im Backhaus. Das Backhaus besteht – vor allem in der nördlichen Bresse – aus einem Doppelgebäude: Einerseits das recht geräumige Backhaus, direkt daran angebaut der Ofen in einem etwas niedrigeren Annex. Der Kamin ragt zwischen den beiden Gebäudeteilen empor.

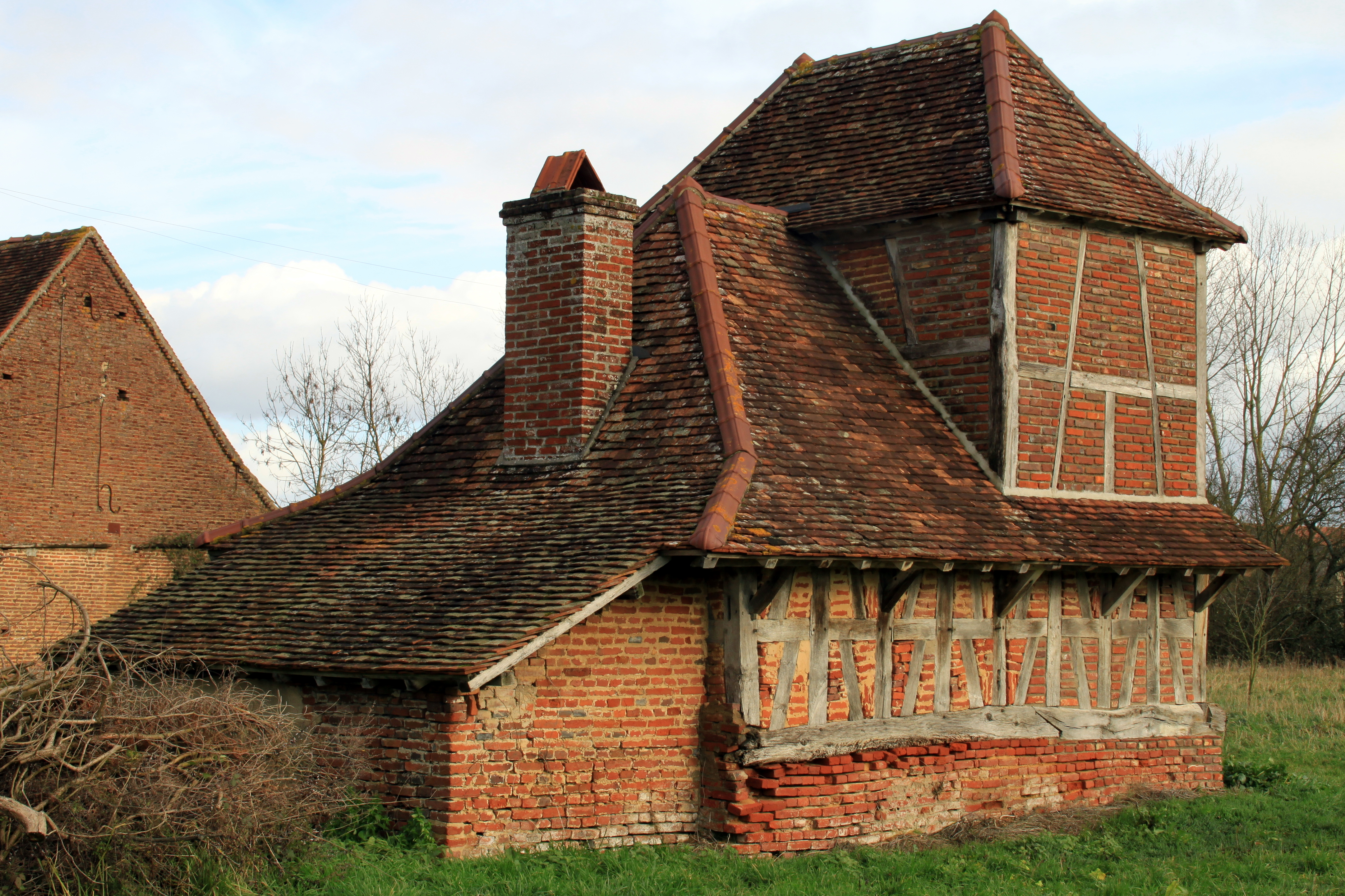
Backhaus mit Taubenschlag in Bouhans

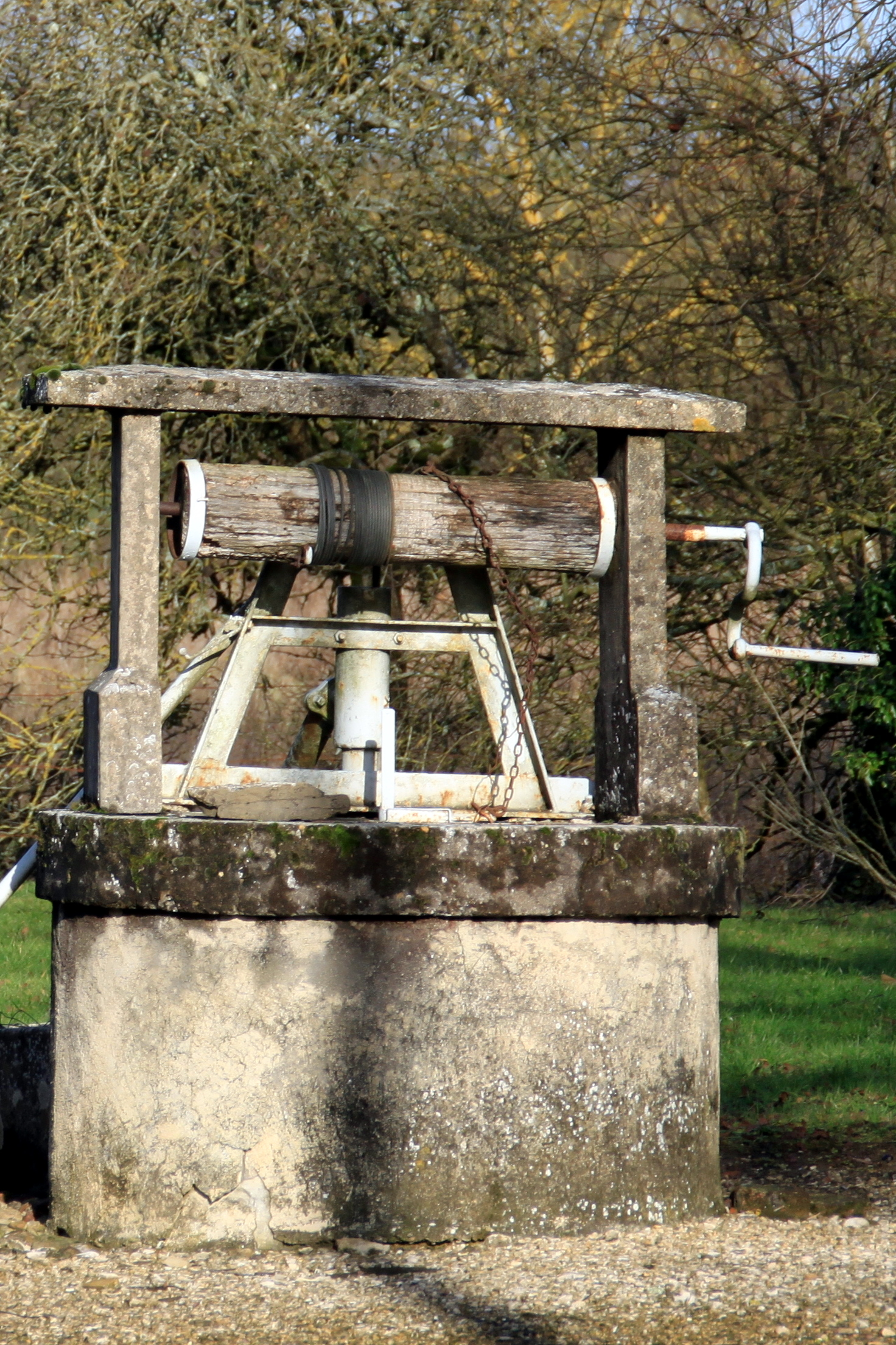
Ziehbrunnen in Sens-sur-Seille

#### Brunnen
Der Brunnen hatte immer eine große Bedeutung in der Bresse, die über wenige Quellen und trinkbares Oberflächenwasser verfügt. Hingegen findet sich fast überall Trinkwasser verhältnismäßig dicht unter der Oberfläche. Der Brunnen war üblicherweise gedeckt, allenfalls durch das vorspringende Vordach oder durch eine eigene Dachkonstruktion. In der nördlichen Bresse waren ursprünglich lange Balancierstangen mit Gegengewichten üblich, heute sind die Brunnen durchweg mit Kurbeln und Ketten versehen.

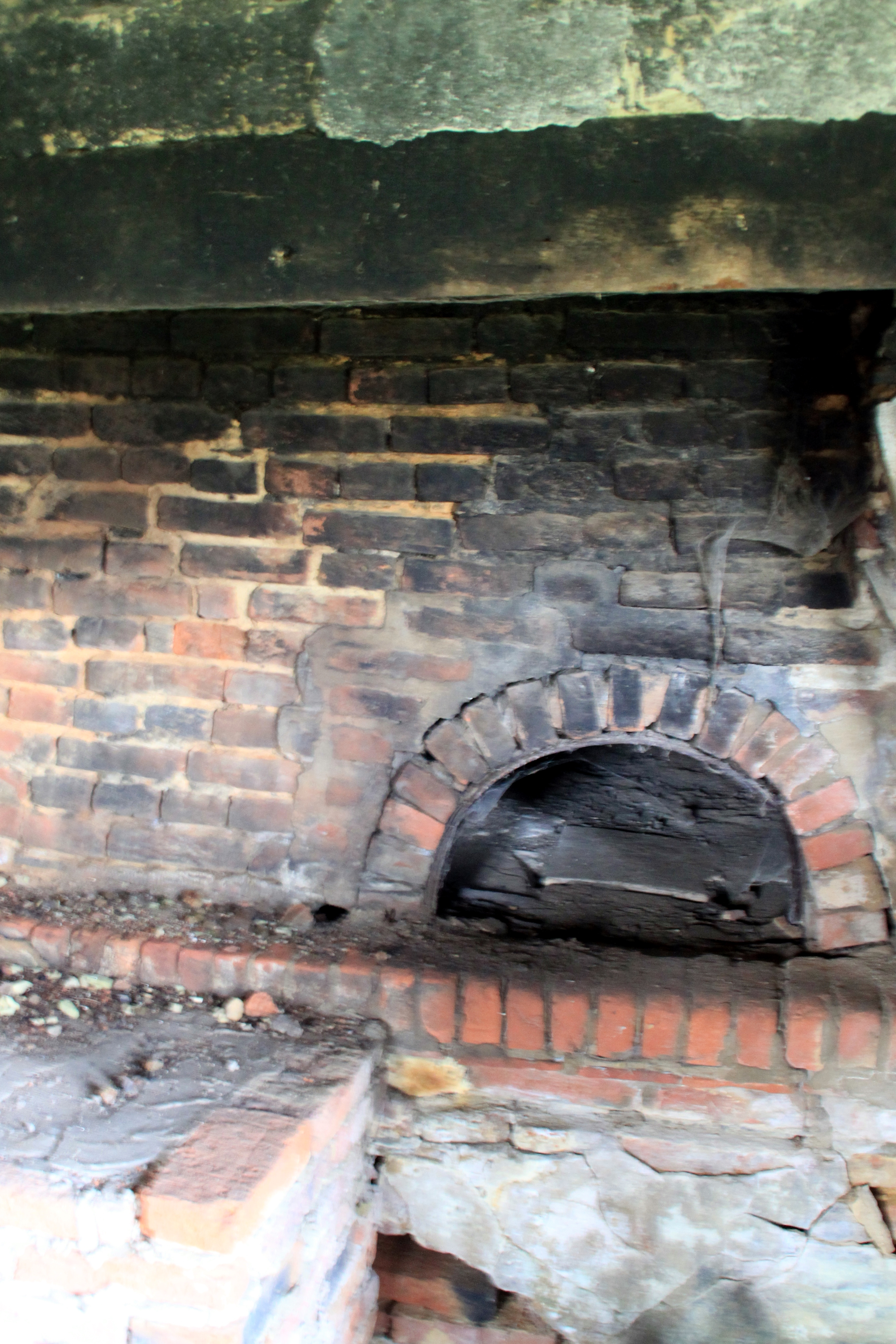
Backofen im Backhaus

## Regionale Unterschiede
Durch die historische Teilung der Bresse in die Bresse bourgignonne und die Bresse de l’Ain haben sich die Baustile der Bauernhäuser verschieden entwickelt. Von Cuisery zieht sich die Grenze südlich von Louhans, über Sagy zum Jura. Die Konstruktion der Wände bleibt an und für sich gleich, hingegen zeigen sich Unterschiede in der Dachform.
In der Bresse bourgignonne sind die Dächer üblicherweise steil und hoch und mit Flachziegeln bedeckt, während das Dach in der südlichen Bresse flacher ist (< 25 % Neigung) und mit Mönch und Nonne bedeckt ist. Ältere Bressans erinnern sich noch daran, dass in ihrer Jugendzeit die Mehrheit der fermes mit Stroh gedeckt waren.

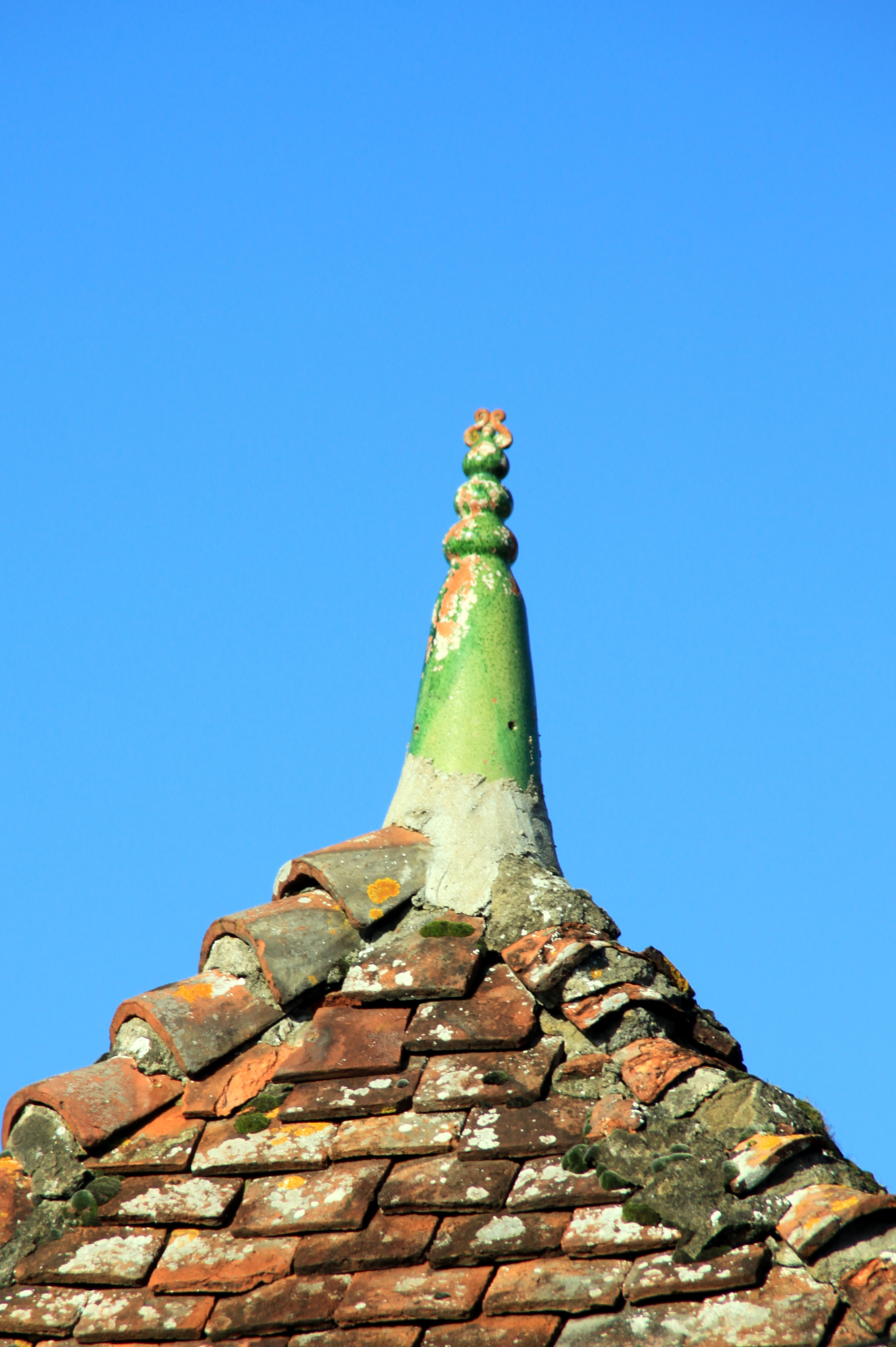
Alte Giebelblume aus Keramik in Sens-sur-Seille

Merkmal eines Bressehauses in der nördlichen Bresse ist der Dachschmuck. Sehr oft wird am Kreuzungspunkt von Dachfirst und Dachgrat ein „Ziegeltürmchen“ oder eine Giebelblume angebracht, oft wird aber auch der First in seiner ganzen Länge geschmückt.
Im Grenzgebiet zum Jura wird das Haus vielfach aus Natursteinen gebaut, vorwiegend gebrochenem Kalkstein, der aus dem Jura leicht beschafft werden kann. Teilweise werden zumindest die Hausecken aus Stein gebaut, um die Stabilität zu erhöhen. Im Gebiet gegen das Mâconnais und das Chalonnais wird der Hof geschlossener und man trifft häufig Vierseithöfe, die von einer Mauer umschlossen sind. Die Straße wird durch ein Portal erreicht.
In der sumpfigen Gegend von Bellevesvre und Beauvernois bestanden bis in die 1930er-Jahre kleine, armselige Hütten auf Pfählen. Diese dienten den Froschfängern als Behausungen. Angeblich wurde das letzte dieser Häuser 1931 abgerissen.

## Regionale Besonderheiten
Eine alte bressanische Tradition erlaubte, dass jedermann im gemeindeeigenen Heidegebiet, also außerhalb der Siedlungsgebiete, zum Nutznießer des Grundstücks und des umliegenden Geländes wurde, falls er sein Haus während einer Nacht baute. Herumziehende, die sich sesshaft machen wollten, oder Kinder armer Leute, die einen eigenen Hausstand gründen wollten, hatten diese Möglichkeit, über Nacht zum Grundeigentümer zu werden. Während der Wintertage wurde das Holz geschlagen und für den Bau vorbereitet, Freunde und Kameraden wurden zur Hilfe gebeten und eines Tages wurde alles säuberlich bereitgestellt. Vorzugsweise während einer langen Wintervollmondnacht wurde der Bau in Angriff genommen und beim ersten Hahnenschrei schmückte ein Mistelzweig den First des Strohdaches. Oft blieben aber auch die neuen Besitzer dieser maisons de la lune weiterhin arm und bedürftig, ihre Häuser lagen in Waldlichtungen, in unwegsamem Gelände, fernab an der Gemeindegrenze. Sie versuchten ihren Lebensunterhalt mit Tagelöhnerarbeiten zu verdienen, mit Wildern oder dem Froschfang, schmuggelten Marc, stellten Zündhölzer her, versuchten sich mit Quacksalberei oder gar Hexerei. Das letzte in einer Nacht gebaute Haus entstand 1902 in Mervans durch Marie Chalumeau. Das Material waren zum großen Teil Holzreste vom Bau des Bahnhofs, der damals gerade entstand.

## Bauablauf
Anordnung, Elemente und Besonderheiten des Bressehauses sind nicht zufällig entstanden, sondern sie sind das Resultat der damaligen Bauweise. Als erstes wurde bestimmt, wo das Hauptgebäude stehen soll. Entweder wurden Steine eingegraben, wo später die Mauern stehen sollten, oder es wurden zumindest möglichst dicke Eichenbalken als Viereck ausgelegt. Auf dieses Stein- oder Holzfundament wurden Schwellen und Ständer gestellt und mit Riegeln und Schwertungen stabilisiert. Schließlich wurde die Decke eingezogen und der Dachstock aufgestellt.
Gleichzeitig wurde mit dem Bau des Backhauses begonnen. Vielfach wurden dazu Steine verwendet, mindestens für den Ofen, das Gebäude eher klein gehalten. Am Standort des künftigen Brunnens wurde ein Loch gegraben, um möglichst schnell zur Lehmschicht vorzustoßen. Der Lehm wurde gefördert, in Formen zu Ziegeln gepresst, die im Backhaus gebrannt wurden. Nach der Fertigstellung der Holzkonstruktion wurde diese ausgefacht, im besten Fall mit gebrannten, allenfalls mit rohen Lehmziegeln. Im schlechtesten Fall erfolgte die Ausfachung mit geflochtenen Zweigen, die mit Lehm verstrichen wurden.
Durch diese Bauweise ergeben sich die Bauelemente, die das Bressehaus auszeichnen: Das Wohnhaus im Ständerbau, der Brunnen als Folge der Lehmförderung und künftiger Wasserversorgung und das Backhaus um die Ziegel zu brennen.

## Einzelbelege
1. ↑  Frontenard, 12 rue de la Motte (Base Mérimée des Ministère de la Culture)
2. ↑  Untersuchungen in Romenay und in den Kantonen Saint-Germain-du-Bois und Pierre-de-Bresse, gemäß L’Habitation paysanne en Bresse. S. 39.
3. ↑  Base Mérimée des Ministère de la Culture
4. ↑  Die Bauten im Heidegebiet, gemäß L’Habitation paysanne en Bresse. S. 38 + 43.
5. ↑  Sichtbar noch in La Genête und in La Chapelle-Thècle, gemäß L’Habitation paysanne en Bresse. S. 38.
6. ↑  Michel Bouillot: L’habitat rural en Bresse bourgignonne. Verlag Foyers Ruraux de Saône-et-Loire, ISBN 2-907497-06-5.